# عائلة درينغوت

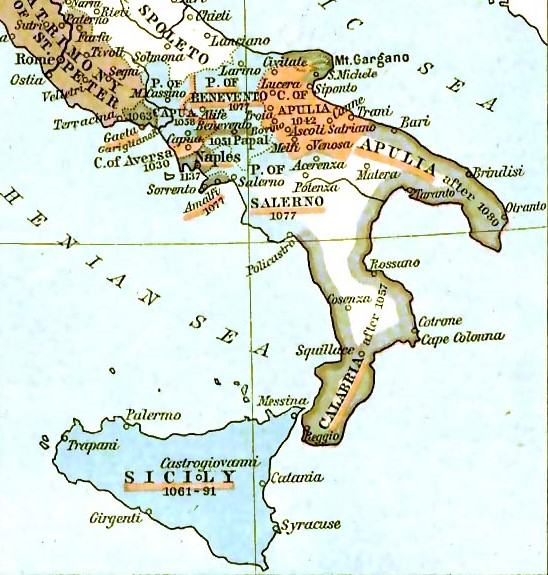

كانت عائلة درينغوت من مجموعات المرتزقة النورمانية، ومن بين أوائل من اتجهوا إلى جنوب إيطاليا للقتال في خدمة اللومبارديين. أصبحت تلك العائلة ثاني أكبر العائلات النورمانية بعد الهوتفيل.